# Lalabad-e Olya
Lalabad-e Olya (en persan : لعل ابادعليا romanisé en La'lābād-e ‘Olyā et également connu sous les noms de Lālābād et de La'lābād-e Bālā) est un village de la province de Kermanshah en Iran. Lors du recensement de 2006, sa population était de 73 habitants répartis dans 16 familles.